# قائمة فخاخ الشطرنج
فخاخ الشطرنج هي حركات قد تغري خصم الشطرنج للعب حركة خاسرة. الفخاخ شائعة في كل مراحل اللعبة؛ ولكن في افتتاحية الشطرنج تحديدا، تحصل بعض الفخاخ بشكل شائع لدرجة جعلتها تحصل على أسماء.

## قائمة فخاخ الشطرنج
مرتبة حسب افتتاحية الشطرنج :
- افتتاحية ألبن : فخ لاسكر
- فخ بودابست
- فخ إنجلوند
- افتتاحية بلاكمار ديمر : فخ هالوسار
- دفاع بوجو الهندي : فخ مونتيسيللي
- افتتاحية بودابست : فخ كينينغر
- اللعبة الإيطالية : فخ بلاكبيرن شيلنغ
- دفاع بتروف : فخ مارشال
- دفاع فيليدور : فخ ليغال
- افتتاحية رفض مناورة الملكة :
  - مصيدة الفيل
  - فخ روبنشتاين
- افتتاحية روي لوبيز :
  - فخ مورتيمر
  - فخ سفينة نوح
  - فخ ترراش
  - فخ صنارة الصيد
- الدفاع الصقلي:
  - فخ ماغنوس سميث
  - فخ سيبيريا
- لعبة فيينا : فخ فورزبرغير